# Sloanbaataridae
Sloanbaataridae zijn een familie van uitgestorven zoogdieren uit de Multituberculata die tijdens het Laat-Krijt in Centraal-Azië leefden.

## Fossiele vondsten
Fossielen van Sloanbaataridae zijn gevonden in de Djadochtaformatie en Barun Goyotformatie in Mongolië en dateren uit het Campanien.

## Indeling
De familie Sloanbaataridae omvat drie geslachten:
- Kamptobaatar
- Nessovbaatar
- Sloanbaatar